# Краєво-Кориткі
Краєво-Кориткі (пол. Krajewo-Korytki) — село в Польщі, у гміні Замбрув Замбровського повіту Підляського воєводства.
Населення — 150 осіб (2011).
У 1975-1998 роках село належало до Ломжинського воєводства.

## Демографія
Демографічна структура станом на 31 березня 2011 року:
|          | Загалом | Допрацездатний вік | Працездатний вік | Постпрацездатний вік |
| -------- | ------- | ------------------ | ---------------- | -------------------- |
| Чоловіки | 78      | 20                 | 50               | 8                    |
| Жінки    | 72      | 19                 | 43               | 10                   |
| Разом    | 150     | 39                 | 93               | 18                   |